# Strajki w Poznaniu (1869)
Strajki w Poznaniu – dwa strajki, które miały miejsce w Poznaniu w lipcu 1869. Były to pierwsze protesty strajkowe w dziejach miasta i w całej rejencji poznańskiej.
Pierwszy strajk - czeladników ciesielskich wybuchł w połowie lipca, a drugi - murarzy, kilka dni potem. Wydarzenia miały podłoże płacowe i socjalne. Postulatami było podniesienie głodowych płac oraz skrócenie dnia pracy o jedną godzinę. Kilku majstrów murarskich w mieście od razu przystało na te warunki, ale byli oni w mniejszości, więc prace budowlane nie zostały przez robotników podjęte. Jako że był to czas intensywnych prac budowlanych w mieście, to strajk bardzo niekorzystnie odbił się na inwestorach. Strajkowało (świętowało, jak pisał Dziennik Poznański) około trzystu robotników. Protest zakończył się częściowym sukcesem strajkujących, bowiem tylko część pracodawców zgodziła się przystać na ostateczne warunki robotników. Efektem wydarzeń lipcowych było też powołanie pierwszego w Poznaniu związku zawodowego - Związku Robotników Budowy Maszyn i Metalowców. Karol Marks skomentował wydarzenia poznańskie w następujący sposób: Ta walka przeciw Panu Kapitałowi - nawet w podrzędnej formie strajku - rozprawi się inaczej z przesądami narodowymi niż pokojowe deklaracje Panów Burżua.